# Vaillantella cinnamomea
Vaillantella cinnamomea är en fiskart som beskrevs av Kottelat, 1994. Vaillantella cinnamomea ingår i släktet Vaillantella och familjen grönlingsfiskar. Inga underarter finns listade i Catalogue of Life.